# بيت سيغر

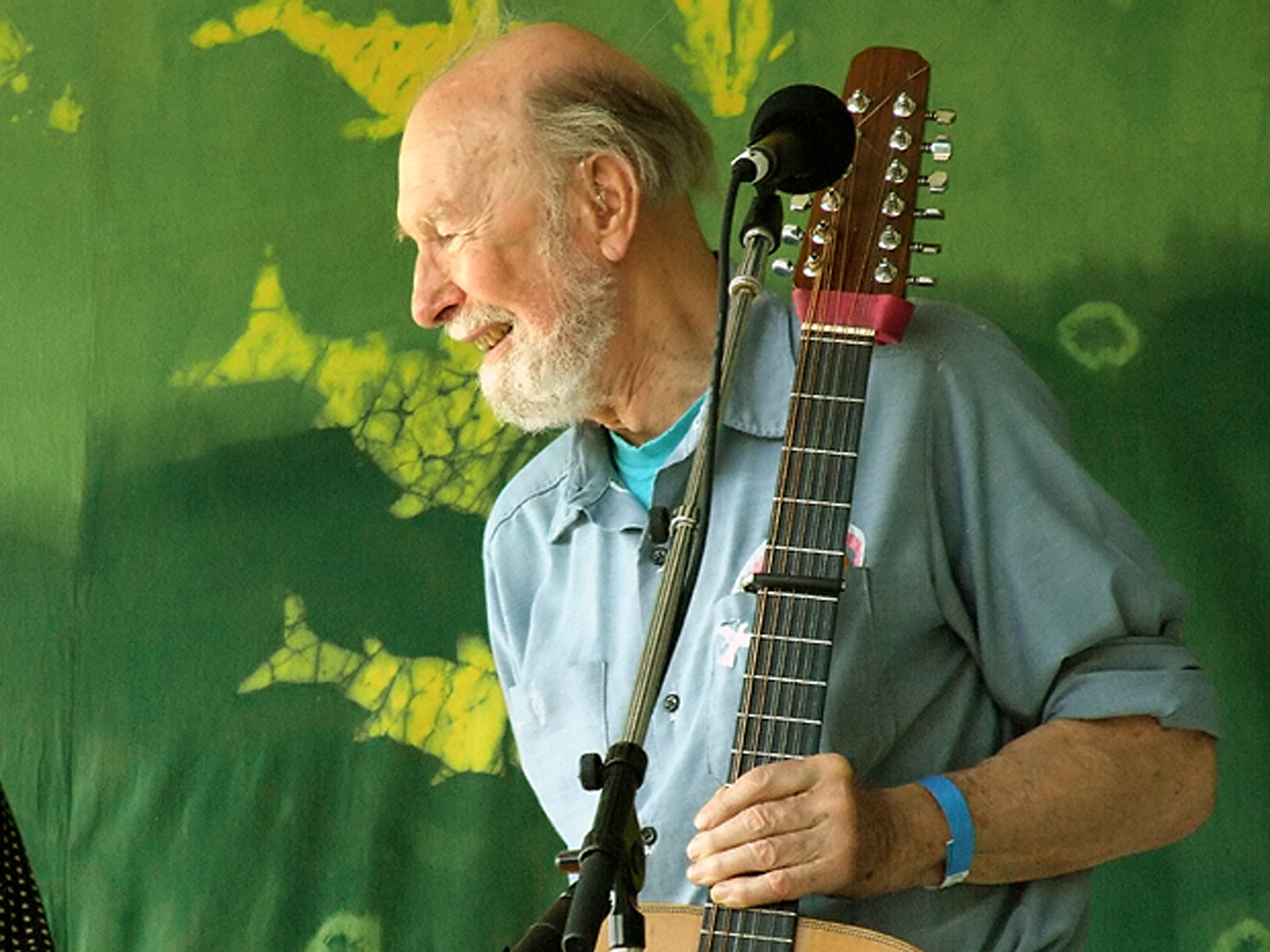
سيغر عام 2007

بيت سيغر (بالإنجليزية: Pete Seeger) مغني وموسيقي وناشط بيئي وداعية سلام أمريكي من مواليد 1919. بدأ بسن الخامسة بالعزف على آلة البانجو. بدأ بدراسة علم الاجتماع في جامعة هارفرد الأمريكية وكان إلى جانب دراسته مهتما بجمع الأغاني الشعبية الأمريكية. ترك لاحقا الدراسة واتجه للغناء والتلحين. بدأ بالغناء بأغان خصصها للتضامن مع الأقليات والبلدان الفقيرة والمضطهدين. من أشهر أغانيه «أين ذهبت كل تلك الزهور» Where Have All the Flowers Gone؟، التي تنتقد الحروب، وmy rainbow race وTum Tum Tum
نشط خلال الستينات في حركة الحقوق المدنية للسود في الولايات المتحدة الأمريكية وكان مدافعا عن المساواة. حضر حفل تنصيب الرئيس الأمريكي باراك أوباما للرئاسة.
لعب سيغر دورًا أساسيًا على الصعيد الوطني في الإذاعة في أربعينيات القرن العشرين، وكان لديه سلسلة من التسجيلات الناجحة خلال أوائل خمسينيات القرن ذاته بحكم عضويته في فرقة ذا ويفرز، أبرزها تسجيلهم لأغنية «تصبحين على خير يا إيرين» التي كتبها ليد بيلي، تلك التي تصدرت قوائم المبيعات طيلة 13 أسبوعًا في خمسينيات القرن العشرين. أُدرجت أسماء أعضاء فرقة ذا ويفرز الأربعة بالقائمة السوداء في أثناء فترة المكارثية. في ستينيات القرن العشرين، عاد سيغر للظهور على الساحة العامة من خلال الموسيقى الاحتجاجية دعمًا لنزع السلاح النووي، والحقوق المدنية، والثقافة المضادة، والقضايا البيئية.
من ضمن أغانيه المعروفة: «أين ذهبت كل الزهور؟» (برفقة جو هيكرسون)، و«لو كان لديَّ مطرقة (أغنية المطرقة)» (مع لي هايز عضو فرقة ذا ويفرز)، «عُد! عُد! عُد!»، الذي سجله العديد من الفنانين داخل حركة إحياء الموسيقى الشعبية الأمريكية وخارجها. كان تسجيل «زهور» بمثابة نجاح مبهر لفرقة ثلاثي كينغستون (1962)، وأيضًا مارلينه ديتريش التي سجلتها بالإنجليزية والألمانية والفرنسية (1962)، وجوني ريفرز (1965). حققت «لو كان لديَّ مطرقة» نجاحًا مبهرًا لمجموعة بيتر، وبول، وماري (1962) وتريني لوبيز (1963) في حين حصلت فرقة ذا بيردز على الصدارة بأغنيتهم «عُد! عُد! عُد!» عام 1965.
كان سيغر واحدًا من المطربين الشعبيين الذي أُعزي لهم شهرة أغنية «سوف نتغلب» الروحانية (التي سجلتها جوان بيز والعديد من المغنين والناشطين الآخرين) فأصبحت النشيد المعروف لحركة الحقوق المدنية، وغناها المغني الشعبي والناشط غاي كاراوان بعد فترة وجيزة في الاجتماع التأسيسي للجنة التنسيق الطلابية اللاعنفية (سْنِكْ) في عام 1960. أذاع برنامج أمريكان ماسترز الذي تنتجه محطة بي بي إس في إحدى حلقاته فيلمًا وثائقيًا بعنوان «بيت سيغر، قوة الأغنية»، قال فيه سيغر إنه هو الذي غير كلمات الأغنية التقليدية «سوف نتغلب» إلى «علينا أن نغلب» لتكون أكثر قابلية للغناء.

## السنوات الأولى
تمتلك عائلته -التي قال سيغر عنها إنها «مسيحية جدًا، إقليم نيو إنغلاند التطهيري الكالفيني»- سلسلة يعود نسبها لأكثر من مئتي عام. هاجر سلف أبيه كارل لودفيغ سيغر -وهو طبيب من فورتمبيرغ بألمانيا- إلى أمريكا في أثناء الثورة الأمريكية وتزوج في ثمانينيات القرن الثامن عشر من عائلة بارسونز العريقة القدم في إقليم نيو إنغلاند.
وُلد والد سيغر -وهو تشارلز لويس سيغر الابن، الملحن والموسيقي الذي تلقى تعليمه من هارفارد- في مكسيكو سيتي بالمكسيك لأبوين أمريكيين. أسس تشارلز أول منهج موسيقي في الولايات المتحدة بجامعة كاليفورنيا في بركلي في عام 1913، وساهم بتأسيس الجمعية الأمريكية لعلم الموسيقى، وكان المؤسس الرئيس لمجال علم موسيقى الشعوب الأكاديمي. نشأت والدة بيت، كونستانس دي كليفر سيغر (إدسون، قبل الزواج)، في تونس وتدربت في معهد باريس للموسيقى، وكانت عازفة كمان في الحفلات الموسيقية ومعلمة في مدرسة جوليارد فيما بعد.
في عام 1912، اتُفق مع والده تشارلز سيغر لإنشاء قسم الموسيقى في جامعة كاليفورنيا في بيركلي، لكنه أُجبر على الاستقالة في عام 1918 لموقفه السلمي الصريح تجاه الحرب العالمية الأولى. انتقل تشارلز وكونستانس إلى الشرق، جاعلين من بيت والدي تشارلز في باتيرسون بنيويورك، شمال شرق مدينة نيويورك، مقرًا لعملهما. عندما كان بيت طفلًا بعمر ثمانية عشر شهرًا، أخذوه مع شقيقيه الأكبر وانطلقوا في عربة مقطورة محلية الصنع لتقديم موسيقى راقية للعاملين في الجنوب الأمريكي. عند عودتهما، درَّست كونستانس العزف على الكمان، ودرَّس تشارلز علم الإنشاء اللغوي في معهد نيويورك للفنون الموسيقية (مدرسة جوليارد فيما بعد) وكان رئيسه هناك، فرانك دامروس، صديق العائلة و«عم» كونستانس بالتبني. درَّس تشارلز بدوام جزئي في المدرسة الحديثة للأبحاث الاجتماعية. أدت التوترات المهنية والمالية إلى شد وجذب بين الزوجين، ثم انفصلا عندما اكتشف تشارلز أن كونستانس فتحت حسابًا مصرفيًا سريًا باسمها، وتولى رعاية أبنائهما الثلاثة. ابتداءً من عام 1936، شغل تشارلز عدة مناصب إدارية في برنامج الحكومة الفيدرالية لإعادة توطين المزارع، وفي مشروع إدارة تقدم الأعمال الموسيقي الفيدرالي (1938-1940)، وفي اتحاد عموم أمريكا وقت الحرب. بعد الحرب العالمية الثانية، درَّس علم موسيقى الشعوب في جامعة كاليفورنيا بيركلي وجامعة ييل.
كان بيت في السابعة من عمره عندما تطلَّق تشارلز وكونستانس، وفي عام 1932 تزوج تشارلز من تلميذته في علم الإنشاء ومساعدته روث كراوفورد، التي يعتبرها الكثيرون الآن واحدة من أهم الملحنين الحداثيين في القرن العشرين. اهتمت روث كثيرًا بالموسيقى الشعبية، وساهمت بالكثير من الترتيبات الموسيقية في أنثولوجيا حقيبة الأغاني الأمريكية (1927) التي وضعها كارل ساندبورغ والتي كان لها أثر كبير في الأغنية الشعبية، والتي أنشأت في وقت لاحق الأُطر الأصلية الهامة لثمانية من قصائد ساندبورغ. كان شقيق بيت الأكبر، تشارلز سيغر الثالث، عالم فلك راديوي، وتلقى شقيقه الأكبر التالي، جون سيغر، تعليمه في مدرسة دالتون في مانهاتن في خمسينيات القرن العشرين، وكان مدير مدرسة فيلستون الثانوية في ذا برونكس منذ عام 1960 حتى عام 1976. كان عم بيت، آلان سيغر، الشاعر المعروف بملحمته الشعرية («لدي موعد مع الموت »)، أحد أوائل الجنود الأمركيين الذين قُتلوا في الحرب العالمية الأولى. أصبح إخوته الأربعة غير الأشقاء من زواج والده الثاني جميعًا -وهم مارغريت (بيغّي) ومايك وباربرا وبنيلوب (بيني)- مغنين شعبيين. تزوجت بيغّي سيغر، وهي فنانة شهيرة، من المغني الشعبي والناشط البريطاني إيوان ماكول. كان مايك سيغر أحد مؤسسي فرقة متسكعي المدينة الضائعة المعاصرين، وتزوج جون كوهين، أحد أعضاء الفرقة، بيني أخت بيت غير الشقيقة، وكانت مغنية موهوبة هي الأخرى لكنها ماتت في مقتبل العمر. انضمت باربرا سيغر إلى إخوتها في تسجيل الأغاني الشعبية للأطفال. في عام 1935، التحق بيت بمعسكر كامب رايزنغ صن «مخيم سطوع الشمس» وهو معسكر قيادة دولي يعُقد كل صيف في نيويورك، ما أثر حياته المهنية. زارها في الآونة الأخيرة في عام 2012.

## المهنة

### بداياته المهنية
في الرابعة من عمره، أُرسل سيغر إلى مدرسة داخلية بعيدة، لكنه عاد إلى البيت بعد عامين عندما علم والداه أن المدرسة لم تعلمهما بإصابته بالحمى القرمزية. التحق بالصفين الأول والثاني في نياك، نيويورك، وهناك كانت تعيش أمه، قبل دخوله مدرسة داخلية في ريدغيفيلد، كونيتيكت. لم يضغط عليه والداه للعزف على أي آلة موسيقية، رغم كونهما موسيقيان كلاسيكيان. انجذب الولد المنعزل، الذي لم يكن يعرف القراءة، إلى الأُكلال، فصار ماهرًا في تسلية رفقاء صفه، واضعًا بذرة علاقته الرائعة بالجمهور. في الثالثة عشرة، التحق سيغر بمدرسة آيفون أولد فارمز في آيفون، كونيتيكت، وتخرج منها عام 1936 واختير لحضور معسكر القيادة الصيفي الدولي كامب رايزنغ صن الذي ترعاه مؤسسة جورج إي. جوناس. خلال صيف سنة 1936، فيما كان بيت مسافرًا مع أبيه وزوجة أبيه، استمع للمرة الأولى إلى بانجو ذات خمسة أوتار في مهرجان الجبل للرقص الشعبي في غرب كارولاينا الشمالية قرب آشفيل، الذي نظمه الفولكلوري المحلي والمحاضر وعازف الموسيقى التقليدية باسكوم لامار لونسفورد، والذي تعاقد معه تشارلز سيغر للعمل في مشاريع موسيقى إعادة توطين المزارع.

## روابط خارجية
- بيت سيغر على موقع IMDb (الإنجليزية)
- بيت سيغر على موقع الموسوعة البريطانية (الإنجليزية)
- بيت سيغر على موقع روتن توميتوز (الإنجليزية)
- بيت سيغر على موقع ألو سيني (الفرنسية)
- بيت سيغر على موقع ميوزك برينز (الإنجليزية)
- بيت سيغر على موقع رولينغ ستون (الإنجليزية)
- بيت سيغر على موقع أول موفي (الإنجليزية)
- بيت سيغر على موقع قاعدة بيانات برودواي على الإنترنت (الإنجليزية)
- بيت سيغر على موقع قاعدة بيانات الأفلام السويدية (السويدية)
- بيت سيغر على موقع إن إن دي بي (الإنجليزية)